# Smithers c. R.
 Smithers c. R. est un arrêt de principe de la Cour suprême du Canada rendu en 1978 sur la détermination du lien de causalité en droit pénal dans une infraction criminelle d'homicide involontaire coupable. 

## Les faits
Le 18 février 1973, Smithers, un adolescent noir, joue dans un match de hockey contre une équipe comprenant Barrie Cobby, un adolescent blanc, dans une patinoire de Mississauga. 
Pendant le match, Smithers a reçu de nombreuses insultes raciales de la part de Cobby. Les preuves fournies par de nombreux témoins au procès ont indiqué que les deux avaient une aversion pour le comportement de l'autre et Cobby exprimait souvent des insultes raciales envers Smithers. Au cours de leur dernier match, Cobby a reçu une pénalité pour avoir dardé Smithers pendant le match alors que Cobby était sur le banc des punitions. Smithers a marqué un but et a ri en direction de Cobby. Cobby a crié d'autres insultes raciales et Smithers a menacé Cobby qu'il allait « l'avoir » si Cobby ne s'excusait pas d'avoir fait les insultes raciales qui se succèdent.
Après le match, Smithers a attendu à l'extérieur de la patinoire pour que Cobby quitte. Lorsque Cobby est sorti, Smithers l'a poursuivi et a été saisi par au moins trois des amis de Cobby. Smithers a saisi la veste de Cobby et a donné un coup de pied à Cobby dans la région de l'estomac. Immédiatement, Cobby est tombé au sol et a commencé à chercher de l'air. Cobby s'est rapidement évanoui et est décédé peu de temps après. 
Il a été découvert qu'il est mort d'avoir inhalé du vomi après avoir reçu des coups de pied en raison d'une maladie rare dans laquelle son épiglotte a cessé de fonctionner. 

## Procès
Smithers a été inculpé d'homicide involontaire coupable en vertu de l'article 205 du Code criminel (maintenant l'article 222 (4)  & (5)) pour avoir «  causé la mort d'un être humain ». Pour sa défense, Smithers a fait valoir que c'était l'état de l'épiglotte qui avait causé la mort, pas le coup. Il a été déclaré coupable d'homicide involontaire coupable. 

## Appel
L'appel de Smithers devant la Cour d'appel de l'Ontario est rejeté. 
Il se pourvoit ensuite devant la Cour suprême du Canada

## Question en litige
La question dont était saisie la Cour suprême était de savoir si le coup de pied était une cause de décès suffisante pour engager la responsabilité pénale.

## Jugement de la Cour suprême
Le pourvoi de Smithers est rejeté. À l'unanimité, la Cour a jugé que Smithers était coupable d'avoir causé la mort d'un être humain. La décision a été rédigée par le juge Dickson.

## Motifs du jugement
La Cour a statué que le ministère public doit démontrer que les actes de l'accusé ont « contribué à la mort, de façon plus que mineure ». En pratique, ce critère s'applique à toutes les infractions pénales exigeant la preuve du lien de causalité.
Bien que Smithers ne savait pas si le coup de pied avait même atterri (il n'y avait aucune marque sur Cobby), il était néanmoins responsable.
Le juge Dickson a fait siens les propos du juge Goldwin Arthur Martin qu'il a tenu dans un commentaire d'arrêt de 1943 alors qu'il était toujours avocat, au sujet de l'arrêt R. v. Larkin , où celui-ci affirme que :

« [TRADUCTION] Il existe beaucoup d’actes illégaux qui ne sont pas dangereux en eux‑mêmes ni de nature à causer des blessures, mais qui, s’ils causent la mort, rendent leur auteur coupable d’homicide coupable. Par exemple, si par quelque faiblesse imprévue de la victime, les voies de fait les plus banales entraînent la mort, elles rendront leur auteur coupable d’homicide coupable. »

La question que Dickson a examinée était de savoir quel degré de causalité est nécessaire pour prouver la culpabilité. Lorsqu'il n'est pas nécessaire d'envisager des conséquences telles que l'homicide involontaire, il a proposé que le degré de contribution à la cause du décès n'a qu'à satisfaire le critère de la contribution à la mort, de façon plus que mineure, c'est-à-dire que le ministère public n'a qu'à démontrer que le degré de contribution à la cause du décès est plus que négligeable.
Dickson a également réaffirmé l'application de la théorie du crâne fragile dans l'homicide, où le fait que Cobby était susceptible d'une défaillance de l'épiglotte ne devrait pas exonérer Smithers de sa responsabilité. Par conséquent, vu que le coup de pied a peut-être tué Cobby, sa contribution à sa mort était plus que négligeable et Smithers est donc pénalement responsable.